# Belinde Ruth Stieve
Belinde Ruth Stieve (* 19. Dezember 1967 in Hamburg) ist eine deutsche Schauspielerin.

## Leben
Stieve besuchte die Schule für Schauspiel Hamburg. Sie beschäftigte sich mit den japanischen Künsten und der japanischen Schauspielerei. 2020 war sie Mitglied der Jury des Deutschen Fernsehkrimipreis.

## Filmographie
- 2003: Pfarrer Braun: Der siebte Tempel
- 2010: Haltet die Welt an
- 2010: Reise ohne Rückkehr
- 2010: Tanz mit dem Einhorn
- 2012: Lilli
- 2013: Tatort Berlin: Der Fall Bruno Lüdke
- 2014: SOKO Wismar
- 2014: Toleranz
- 2014: Heal Me
- 2014: Schwarze Schafe
- 2015: Nele in Berlin
- 2015: Opa, ledig, jung
- 2015: Brief an mein Leben
- 2017: Dschermeni
- 2020: Freak City

## Hörspiele (Auswahl)
- 1996: Peter Rosei: Verzauberung – A Serial Memory – Regie: Manfred Mixner, Martin Daske (Original-Hörspiel – SFB/ORF)
- 2002: N. N.: Sehr verehrter Heinz Rühmann ... Zum 100. Geburtstag von Heinz Rühmann – Regie: Gottfried von Einem (Hörspielbearbeitung, Kurzhörspiel, Porträt – RB)
- 2002: Hermann Hesse: Der Steppenwolf (1. Teil) (Erika, die Geliebte) – Regie: Christiane Ohaus (Hörspielbearbeitung – HR/BR)
  - Auszeichnung: Hörspiel des Monats Juli 2002

Quelle: ARD-Hörspieldatenbank

## Preise
- 2007: Publikumspreis im Wettbewerb „Tatort Oldenburg“
- 2015: Bamberger Reiter Preis der Jugendjury für Schwarze Schafe
- 2016: JuFinale: Bester Kurzfilm